# Skógafoss
La cascata islandese Skógafoss, originata dal fiume Skógaá che proviene dal ghiacciaio Eyjafjallajökull, è situata nel sud dell'isola presso la località Skógar su un salto che in altri tempi era una scogliera; oggi invece il mare dista circa 2 km.
Contende a Gullfoss ("la cascata d'oro") il titolo di cascata più fotogenica d'Islanda anche per la facilità impressionante con cui il sole, colpendo le gocce d'acqua sollevate dalla caduta, dà origine a splendidi arcobaleni.

## Descrizione
È larga 25 metri e cade per 60 metri. A destra del salto si inerpica una scalinata di circa 470 gradini che porta al culmine della cascata e a pochi passi dall'inizio del salto.
Secondo una leggenda, il primo vichingo ad essersi stabilito nella zona, Þrasi Þórólfsson, nascose un tesoro, un forziere ricolmo di monete d'oro, nella caverna dietro la cascata. Quando il sole colpisce coi suoi raggi l'acqua, c'è chi dice di aver visto il riflesso dorato delle monete. In molti hanno cercato il tesoro; un ragazzo ebbe successo, trovò il forziere e, attaccando una corda ad uno degli anelli laterali, iniziò a tirare, ma l'anello si ruppe e il forziere affondò. L'anello d'argento con incisioni runiche fu in seguito usato come maniglia del portale della chiesa di Skógar e può essere oggi ammirato al museo.
Alla grandiosa Skógafoss, depositaria del segreto di Þrasi, è attribuito anche un potere magico: si dice che chiunque si bagni nelle sue acque possa ritrovare un oggetto perduto e a lungo cercato.
A est della cascata parte il noto sentiero Laugavegur che conduce fino al passo Fimmverðuháls e poi oltre, attraverso il Þórsmörk, verso Landmannalaugar.